# Tetartostylus angulatus
Tetartostylus angulatus är en insektsart som beskrevs av Rauno E. Linnavuori 1961. Tetartostylus angulatus ingår i släktet Tetartostylus och familjen dvärgstritar. Inga underarter finns listade i Catalogue of Life.